# 音楽図鑑
『音楽図鑑』（おんがくずかん、英語: Illustrated Musical Encyclopedia）は、日本の作曲家である坂本龍一の4枚目のオリジナル・アルバム。
1984年10月24日にMIDIのSCHOOLレーベルからリリースされた。プロデューサーは坂本、エグゼクティブ・プロデューサーはヨロシタミュージックの大蔵博が担当した。
前作『左うでの夢』（1981年）からおよそ3年ぶりとなるアルバムで、YMOが散開したと同時に、MIDIに移籍後初となる作品として発表され、それまでのはっきりしたコンセプトに基づいて作成する方法とは異なり、スタジオに入って何の先入観なしに出てくるものを記録していく手段を取った。坂本は「シュールレアリズム的な自動筆記」「羅針盤も海図もなしに海に乗り出して何が起こるかっていう冒険」とコメントしている。
1992年7月1日にリリースされた『音楽図鑑完璧盤』（おんがくずかん かんぺきばん）と、2015年3月25日にリリースされた『音楽図鑑 -2015 Edition-』（おんがくずかん 2015エディション）も同時に記述する。

## 制作
1982年10月24日からレコーディングが開始され、YMOのアルバム『浮気なぼくら』（1983年）と『サーヴィス』（1983年）、大貫妙子のアルバム『SIGNIFIE』（1983年）、矢野顕子のアルバム『オーエス オーエス』（1984年）などのプロデュースをはじめ、YMOの散開ツアーやコマーシャルソングの録音なども行なったため、レコーディングが一時中断した。
1984年4月からレコーディングが再開され、シンセサイザーをフェアライトCMIを使用することになった。坂本は「この楽器からインスパイアされるところが随分あり前半やっていたことの工事というか、作り直しに掛かった」と語っている。。フェアライトCMIが到着したのが1984年4月13日で、その翌日の4月24日にサンプリングが開始されたと坂本のマネージャーが日誌をつけている。フェアライトCMIの他、プロフェット5、Emulator、ヤマハ・DX7（初期型）、ローランド・Jupiter-4も使用された。
レコーディングにシンガーソングライターの山下達郎が参加している。経緯として、同時期に音響ハウスの上階で山下の妻である竹内まりやのアルバム『VARIETY』（1984年）のレコーディングが行われていたため。坂本が「山下君、ギター弾いてくれる?」と依頼したのに対して山下は「坂本君、ちょっとキーボードお願い」などとお互いに声をかけあったという。坂本も『VARIETY』に収録されている「本気でオンリーユー (Let's Get Married)」と「ふたりはステディ」の2曲で演奏に参加し、Special Thanksのクレジットにも、坂本が矢野と共に時々スタジオを訪れていた旨の記述がある。坂本によると「『上に達郎がいるからちょっと呼んで』という感じではなかったと思います。ボーカルのダビングにしてもそんなにすぐにできるわけではないですから」と懐古している。
制作期間は、トータルで1年8ヶ月を要した。

## ディスクジャケット
ピアノを弾く坂本の影がアリになっているジャケットデザインは、グラフィックデザイナーの立花ハジメが担当した。

## リリース
1984年10月24日にMIDIのSCHOOLレーベルからLPレコードに「REPLICA」と「マ・メール・ロワ」が収録された7インチレコードが同梱されているものと、LPレコードに「REPLICA」と「マ・メール・ロワ」、「TIBETAN DANCE (VERSION)」が収録された12インチシングルが同梱されているもの、日本生命「新・青春の保険『YOU』」のCMソングとして使われた「きみについて」を追加収録したCTの3形態でリリースされた。
1984年11月24日に「REPLICA」と「マ・メール・ロワ」が追加収録されたCDと、同時に「REPLICA」と「マ・メール・ロワ」が収録された7インチレコードが同梱された高音質盤LPレコードの2形態がリリースされた。
1989年11月21日にCDのみ再リリースされた。
2020年3月25日にSony Music DirectのGREAT TRACKSレーベルから、完全生産限定盤としてLPレコードが再リリースされた。
2023年9月29日にWeWantSoundsからLPレコードに7インチレコードが同梱されているものと、LPレコードに12インチシングルが同梱されているものと計2形態が再リリースされた。

## 批評
| 専門評論家によるレビュー | 専門評論家によるレビュー |
| レビュー・スコア         | レビュー・スコア         |
| 出典                     | 評価                     |
| ------------------------ | ------------------------ |
| CDジャーナル             | 肯定的                   |

『CDジャーナル』は、坂本の「YMOを引きずっている部分がある」というコメントに対し、「その分だけわかりやすくなっている」と指摘したうえで「当然のようにYMO的であり、さらにジャズ的、現代音楽的であったりもする。その混沌とした様子が今となっては心地よく響く」と肯定的に評価を下している。
高橋幸宏は「『音楽図鑑』には大好きな曲がたくさんある」とコメントしている。

## 収録曲

### LPレコード
| 全作曲: 坂本龍一。 |                   |                             |            |      |
| #                  | タイトル          | 作詞                        | 作曲・編曲 | 時間 |
| 1.                 | 「TIBETAN DANCE」 |                             | 坂本龍一   | 5:01 |
| 2.                 | 「ETUDE」         |                             | 坂本龍一   | 5:16 |
| 3.                 | 「PARADISE LOST」 | 坂本龍一 ピーター・バラカン | 坂本龍一   | 5:24 |
| 4.                 | 「SELF PORTRAIT」 |                             | 坂本龍一   | 4:43 |
| 合計時間:          | 合計時間:         | 合計時間:                   | 20:24      |      |

| 全作曲: 坂本龍一。 |                            |                                       |            |      |
| #                  | タイトル                   | 作詞                                  | 作曲・編曲 | 時間 |
| 1.                 | 「旅の極北」               |                                       | 坂本龍一   | 5:12 |
| 2.                 | 「M.A.Y. IN THE BACKYARD」 |                                       | 坂本龍一   | 5:36 |
| 3.                 | 「羽の林で」               | - 坂本龍一 - 翻訳: ピーター・バラカン | 坂本龍一   | 5:39 |
| 4.                 | 「森の人」                 | 矢野顕子                              | 坂本龍一   | 4:59 |
| 5.                 | 「A TRIBUTE TO N.J.P.」    |                                       | 坂本龍一   | 2:47 |
| 合計時間:          | 合計時間:                  | 合計時間:                             | 24:13      |      |

### 7インチレコード
| 全作曲: 坂本龍一。 |                      |      |            |      |
| #                  | タイトル             | 作詞 | 作曲・編曲 | 時間 |
| 1.                 | 「REPLICA」          |      | 坂本龍一   | 5:27 |
| 2.                 | 「マ・メール・ロワ」 |      | 坂本龍一   | 4:28 |
| 合計時間:          | 合計時間:            | 9:55 |            |      |

### 12インチシングル
| 全作曲: 坂本龍一。 |                      |      |            |      |
| #                  | タイトル             | 作詞 | 作曲・編曲 | 時間 |
| 1.                 | 「REPLICA」          |      | 坂本龍一   | 5:27 |
| 2.                 | 「マ・メール・ロワ」 |      | 坂本龍一   | 4:28 |
| 合計時間:          | 合計時間:            | 9:55 |            |      |

| 全作曲: 坂本龍一。 |                             |      |            |      |
| #                  | タイトル                    | 作詞 | 作曲・編曲 | 時間 |
| 1.                 | 「TIBETAN DANCE (VERSION)」 |      | 坂本龍一   | 5:22 |
| 合計時間:          | 合計時間:                   | 5:22 |            |      |

### CT
| 全作曲: 坂本龍一。 |                            |                             |            |      |
| #                  | タイトル                   | 作詞                        | 作曲・編曲 | 時間 |
| 1.                 | 「TIBETAN DANCE」          |                             | 坂本龍一   | 5:01 |
| 2.                 | 「ETUDE」                  |                             | 坂本龍一   | 5:16 |
| 3.                 | 「PARADISE LOST」          | 坂本龍一 ピーター・バラカン | 坂本龍一   | 5:24 |
| 4.                 | 「SELF PORTRAIT」          |                             | 坂本龍一   | 4:43 |
| 5.                 | 「旅の極北」               |                             | 坂本龍一   | 5:12 |
| 6.                 | 「M.A.Y. IN THE BACKYARD」 |                             | 坂本龍一   | 5:36 |
| 合計時間:          | 合計時間:                  | 合計時間:                   | 31:12      |      |

| 全作曲: 坂本龍一。 |                         |                                       |            |      |
| #                  | タイトル                | 作詞                                  | 作曲・編曲 | 時間 |
| 1.                 | 「羽の林で」            | - 坂本龍一 - 翻訳: ピーター・バラカン | 坂本龍一   | 5:39 |
| 2.                 | 「森の人」              | 矢野顕子                              | 坂本龍一   | 4:59 |
| 3.                 | 「A TRIBUTE TO N.J.P.」 |                                       | 坂本龍一   | 2:47 |
| 4.                 | 「REPLICA」             |                                       | 坂本龍一   | 5:27 |
| 5.                 | 「マ・メール・ロワ」    |                                       | 坂本龍一   | 4:28 |
| 6.                 | 「きみについて」        | 糸井重里                              | 坂本龍一   | 4:52 |
| 合計時間:          | 合計時間:               | 合計時間:                             | 28:12      |      |

### CD
| 全作曲: 坂本龍一。 |                            |                                       |            |      |
| #                  | タイトル                   | 作詞                                  | 作曲・編曲 | 時間 |
| 1.                 | 「TIBETAN DANCE」          |                                       | 坂本龍一   | 5:01 |
| 2.                 | 「ETUDE」                  |                                       | 坂本龍一   | 5:16 |
| 3.                 | 「PARADISE LOST」          | 坂本龍一 ピーター・バラカン           | 坂本龍一   | 5:24 |
| 4.                 | 「SELF PORTRAIT」          |                                       | 坂本龍一   | 4:43 |
| 5.                 | 「旅の極北」               |                                       | 坂本龍一   | 5:12 |
| 6.                 | 「M.A.Y. IN THE BACKYARD」 |                                       | 坂本龍一   | 5:36 |
| 7.                 | 「羽の林で」               | - 坂本龍一 - 翻訳: ピーター・バラカン | 坂本龍一   | 5:39 |
| 8.                 | 「森の人」                 | 矢野顕子                              | 坂本龍一   | 4:59 |
| 9.                 | 「A TRIBUTE TO N.J.P.」    |                                       | 坂本龍一   | 2:47 |
| 10.                | 「REPLICA」                |                                       | 坂本龍一   | 5:27 |
| 11.                | 「マ・メール・ロワ」       |                                       | 坂本龍一   | 4:28 |
| 合計時間:          | 合計時間:                  | 合計時間:                             | 54:32      |      |

## 楽曲解説
1. TIBETAN DANCE
  - 坂本がニューヨークでピアノを弾きながら、チベットの少女のダンスをイメージして作られた曲。イントロはタンバリンとハンドクラップを組み合わせたリズムに、テープの逆回転が重ね合わされている。5小節単位のシンプルなメロディーが繰り返される。
  - ドラムは高橋幸宏、ベースは細野晴臣、ギターは大村憲司がそれぞれ担当した。本曲の原型ができた頃にYMOの「君に、胸キュン。」（1983年）のレコーディングも行われており、細野や高橋にラフ・ミックスを聞かせている。その際、イントロの「ウィンウィン」の音を坂本がオープンリールのテープを手で引っ張っていることをすごく楽しそうに話している[9]。
  - 録音当初は10種類ほどのテイクがあり、山下達郎のヴォーカル版も存在したが、歌詞のイメージが違っていたため、結局ヴォーカルなしとなった。後の“NEO GEOツアー”等でバーナード・ファウラー（英語版）の歌唱による歌詞付きヴァージョンが演奏されたこともある。また、アルバム『/05』（2005年）にピアノ連弾ヴァージョンが収録されている。EPOがアルバム『HARMONY』（1985年）でカヴァーしている。
2. ETUDE
  - 曲中の4ビート部分のドラムは山木秀夫、それ以外は坂本がドラムを叩いている。4ビート部分のすべてとイントロの木管4声の部分は坂本ではなく清水靖晃が作曲している。そのため坂本は「本来は共作としてクレジットしなければならなかった」とコメントしている[3]。
  - 2012年8月5日に東京エレクトロンホール宮城で行われた「こどもの音楽再生基金」のテーマ曲として採用され、トベタ・バジュン編曲による楽譜もダウンロード提供された。
3. PARADISE LOST
  - ジョン・ミルトンの『失楽園』をイメージした曲であり、坂本の南方憧憬を表した楽曲で、1983年2月頃に作曲された。
  - ゆったりとしたレゲエのリズムに乗せて、ヤン富田がスティールパン、近藤等則がトランペット、山下達郎がエレクトリックギターでそれぞれ演奏している。ドラムはLinn Drum、「ツクツク～」のシーケンス部分にはローランド・Jupiter-4。ヴォコーダーはピッチベンドを多用したローランド・VP-330。シンセベース、ストリングス、山鳥の鳴き声にProphet-5がそれぞれ使用された[3]。
4. SELF PORTRAIT
  - 鍵盤で遊びながら湧いたメロディと均整の取れたハーモニー進行と合わさってできた曲。早い段階で作られ、テンポや構成が異なっている3～4バージョンが録音されたが、アルバムに収録されたのは1984年4月に録り直されたバージョンである[3]。
  - ドラムは高橋幸宏で、Linn Drumのスネアも重ねている。ギターは山下達郎でミュートしたものとクリーンなものの2種類がある[3]。イントロのマリンバと途中からコーラスで使われている音色はフェアライトCMIによるもの。8分音符のシーケンスはProphet-5。主旋律のシンセヴォイスは山下の声をサンプリングしたもの[3]。ピアノはメインに使われているものの他に、メロディとバッキングの補強に使われたCMIの音、駆け下りてくるフレーズの部分、金丸晃治による逆回転再生したものがある[3]。
  - シングル『08/21/1996』（1996年）ではピアノ三重奏にアレンジされたヴァージョンが収録された。
  - 坂本が音楽を担当した映画『子猫物語』（1986年）でも使用されている。
5. 旅の極北
  - 坂本の北方憧憬を表した曲で「PARADISE LOST」とは対極をなす。
  - フェアライトCMI導入後のテイク3[注釈 2]が採用されている。キックとスネアの「ドドパッ」の音色はCMIによるもので、クラップはLinn Drumである。2種類のベースとAセクションとBセクションでストリングスのバックで鳴っているスペーシーな音はProphet-5で。鐘の音はEmulator。それ以外のシンセサイザーはCMIによるものである[3]。
  - 坂本の楽曲ではベースを早い段階で入れるが、この曲だけは珍しく最後に入れている。ベースはテイク1・テイク2のつもりで2つ弾き、どちらか一方をと思っていたところ、試しに2つ入れてみたら、ぐにゃぐにゃになって面白かったために両方を取り入れた[3]。
6. M.A.Y. IN THE BACKYARD
  - セイコー『アルバサクセス』のCMソングとして使用され、プレゼント用にシングルカットもされた（B面は「マ・メール・ロワ」）。坂本の作品では珍しく、マリンバが終始使われている楽曲である。
  - タイトルの“M.A.Y.”は当時高円寺の自宅裏庭に集まっていたノラ猫たちのことで、M＝モドキ、A＝アシュラ、Y＝ヤナヤツ[注釈 3]の意味。モドキは矢野のアルバム『峠のわが家』（1986年）に収録されている「The Girl of Integrity」に、サンプリングで“参加”していており、ライヴ・アルバム『グッド・イーブニング・トウキョウ』（1988年）ではジャケットイラストにも登場している。
  - 楽曲は別々の日に作曲された8つのスケッチをフェアライトCMIの機能であるページRで組み合わせている。フェアライトCMIはサンプラーとシーケンサーが直結しているため、各サンプル音をパラアウトで出力して定位やエフェクトを決めた状態にして一発で録音した[3]。この曲は坂本から譜面を渡された藤井丈司がフェアライトCMIのページC（ミュージック・コンポジション・ランゲージ）と呼ばれる、音の高さと長さをテキストで打ち込む機能が使われている。曲の途中でマリンバが細かく「タララタララ」と鳴るところも1つずつアウトプットが別に鳴るように分けて打ち込んでいる[10]。
  - 曲中に出てくる雅楽っぽい音はProphet-5によるもので、ポリモジュレーションをピッチにかけ、オシレーターBだけが下から上がる設定にしている。また猫の鳴き声のような音もProphet-5を使っており、ピッチベンドで操作している[3]。
  - アルバムのトラックはテンポが遅く、グルーヴ感がないため坂本本人は気に入っていない[11]。そのためか後のライヴにおいて様々な編成・アレンジで再演され、ライヴ・アルバム『“スウィート・リヴェンジ”ツアー1994』（1995年）やアルバム『1996』（1996年）に再収録されており、年月を経るごとにテンポがアップする傾向にある。
7. 羽の林で
  - ガムラン的な音をフィーチャーした、暑いアジアの匂いがする曲。全体のゆったりとしたテンポと、その中の非常に微細な音の二重構造になっている。この曲と「森の人」「マ・メール・ロワ」はほぼ同日に作曲された[注釈 4]。立花ハジメによってこの曲の映像作品が制作されている。
  - デヴィッド・ヴァン・ティーゲム（英語版）のパーカッション、山下達郎のギターによるコードプレイが効果的に使われている。シンセ・ベース、イントロの不穏なベース、コード（ふわーっと鳴っているパッド）、ブラス、山びこにProphet-5、マリンバにEmulator、チューンド・パーカッションにフェアライトCMIが使われている[3]。フェアライトCMIでは音律を自由に作れる機能があり、坂本はそれに衝撃を受け、本曲ではガムランの5音階を作っている[3]。山下達郎のギターは高音部、中音部、低音部で別々に録音しており、粒だちがはっきりしたきれいな音になっている[3]。
  - 坂本のボーカルが出てくるが、アルバムをまとめる段階になり、インスト曲ばかりであったこと、自身のレーベル最初の盤で売らなければならず、少しでもポップにするため、ギリギリになってボーカルを入れ、5つのトラックに分けて録られている[3]。
  - 東芝カラーテレビ「CORE FS2000」のCMソングとして使用。CMには山海塾が起用された。
8. 森の人
  - タイトルの“森の人”とは、オランウータンのことを指し、坂本はこの曲のことを“おやすみミュージック”とも言っている。
  - 曲の最初から最後まで出てくるマリンバとガムランのようなパーカッションはフェアライトCMI、ハイハットとキックはローランド・TR-808が使われている[3]。間奏のファンファーレはEmulator、ストリングスはフェアライトCMI、ボーカルの代わりに出てくるふにゃふにゃしたパッドはProphet-5を使っている。坂本のボーカルはパートごとに5トラックが録音され、さらにローランド・VP-330によるヴォコーダーで補強されている[3]。
9. A TRIBUTE TO N.J.P.
  - “N.J.P.”は、現代美術家のナム・ジュン・パイクの頭文字から拝借したもので、坂本の学生時代（1975年～1976年頃）に作曲された。
  - 3／4拍子であるが、1回聴いただけでは一体何拍子なのかが判別が付かない。また、メロディーが無調的・和声の4度進行もほとんどないなど、楽曲の構造はフリー・ジャズに近い。
  - サクソフォーンは中村哲が演奏しており、テイク3までレコーディングされた。テイク1で中村によるソプラノ・サックスと坂本のピアノを同時に録り、テイク2で中村によるテナー・サックスがレコーディングされている。結局テイク2のテナーを活かし、テイク1のソプラノは最後のセクションにだけハーモニーパートとして使われた[3]。中間部ではナム・ジュン・パイクの声がコラージュされ、後ろで鳴っているコードはProphet-5。
  - アルバム『1996』（1996年）でピアノ三重奏ヴァージョンが収録されている。
10. REPLICA
  - 7インチレコードと12インチシングル、CTおよびCD盤のみ収録。
  - サンプリング音によるリズム・淡々と刻まれる低音部[注釈 5]・ホルン系の音色による半音を基調としたフレーズが延々と繰り返されており、所謂ミニマル・ミュージックに近い楽曲となっている。リズムの「ガガッ」「ジャ、ジャ」の音はタイプライターをフェアライトCMIでサンプリングしたもの。イントロから鳴っているホルン系のフレーズは坂本がProphet-5で手弾きしたものである[3]。シンセ・ベースとストリングスはProphet-5を使い、後半のグロッケンの音はフェアライトCMIを使っている[3]。随所にカバサっぽい音や鐘、雷などのSEが入るが、これらはフェアライトCMIではなく、音響ハウスに用意されていた6mmテープのライブラリを使用している[3]。
  - ペンギン・カフェ・オーケストラのサイモン・ジェフスがクアトロ（4弦ギター）を演奏しているがほとんど聞こえない[3]。
  - ナム・ジュン・パイクによってこの曲の映像作品が制作されている。
11. マ・メール・ロワ
  - 7インチレコードと12インチシングル、CTおよびCD盤のみ収録。
  - セイコー『アルバサクセス』のCMソングとして使用された。タイトルは「マザー・グース」のことで、モーリス・ラヴェルに同名曲がある。
  - 坂本の曲としては珍しく、ひばり児童合唱団によってメロディーが歌われている。トランペットで近藤等則、パーカッションでデヴィッド・ヴァン・ティーゲムが参加しており、トランペット、パーカッション、トイピアノ以外はすべてフェアライトCMIで表現している。近藤を呼んだ理由は曲を壊すためと語っており、坂本一人では綻びが無く、どこか壊れていないといいものにならないと考えていたという[3]。
  - 曲中に聞かれる低音は坂本がフェアライトCMI導入直後に最初にサンプリングしたもので、ベースにハーモニクスを掛けた音である。トイピアノはフェアライトCMIではなく本物を弾いている。
12. TIBETAN DANCE (VERSION)
  - 12インチシングルのみ収録。
  - 原曲に使われている楽器たちが入れ替わり立ち代り主役を務める、いわゆるリミックス・ヴァージョンで、曲の節目にテープを逆回転させた音を多用し、メロディーは途中で寸断され、中間部はカッティングギター中心のミックスになっている。
13. きみについて
  - CTのみ収録。
  - 日本生命「新・青春の保険『YOU』」のCMソングとして使用され、プロモーション用シングル「LIFE IN JAPAN」（1983年）に収録されている。
  - ベースは坂本の演奏。イントロの「コッコッコッカッ」の部分は最後のテイクで追加している。

## 参加ミュージシャン

### LPレコード
| TIBETAN DANCE - Yukihiro Takahashi : drums - Haruomi Hosono : bass - Ken'ichi Inoue : electric guitar - Kenji Omura : electric guitar - Chuei Yoshikawa : acoustic guitar - Motoya Hamaguchi : percussion - Masahiro Takekawa : violin - Ayuo Takahashi : koto sample - Ryuichi Sakamoto : keyboards ETUDE - Hideo Yamaki : drums - Kenji Takamizu : bass - Yasuaki Shimizu : sax and bass clarinet - Motoya Hamaguchi : percussion - Ray Anderson : trombone - Ryuichi Sakamoto : drums and keyboards PARADISE LOST - Toshinori Kondo : trumpet and mouthpiece - Tatsuro Yamashita : electric guitar and voice sample - Yann Tomita : steel drums - Ryuichi Sakamoto : digital drums and keyboards SELF PORTRAIT - Yukihiro Takahashi : drums - Tatsuro Yamashita : electric guitar and voice sample - Gregori Czerkinsky :xylophone, bongos, timpani - Kunimitsu Inada : double bass - Koji Kanemaru : backwards piano | 旅の極北 - Tatsuro Yamashita : electric guitar - Yasuaki Shimizu : tenor sax - Masahiro Takekawa : violin - Ryuichi Sakamoto : keyboards M.A.Y. IN THE BACKYARD - Ryuichi Sakamoto : keyboards 羽の林で - Tatsuro Yamashita : electric guitar - David Van Tieghem : percussion - Ryuichi Sakamoto : vocal and keyboards 森の人 - David Van Tieghem : percussion - Ryuichi Sakamoto : vocal and keyboards A TRIBUTE TO N.J.P. - Satoshi Nakamura : sax - Nam June Paik : voice - Ryuichi Sakamoto : keyboards |

### 7インチレコード, 12インチシングル
| REPLICA - Simon Jeffes : Cuatro - Robin Thompson : Bass Clarinet - Ryuichi Sakamoto : keyboards | マ・メール・ロワ - Hibari Jido Gasshodan : Gasshodan-Choir - Toshinori Kondo : trumpet - David Van Tieghem : percussion - Ryuichi Sakamoto : keyboards |

### 12インチシングル
TIBETAN DANCE (VERSION)
- Yukihiro Takahashi : drums
- Haruomi Hosono : bass
- Ken'ichi Inoue : electric guitar
- Ryomei Shirai : electric guitar
- Tatsuro Yamashita : electric guitar
- Chuei Yoshikawa : acoustic guitar
- Motoya Hamaguchi : percussion
- Masahiro Takekawa : violin
- Satoshi Nakamura : soprano sax
- Ryuichi Sakamoto : keyboards

### CT
きみについて
- Ryuichi Sakamoto : vocal, bass and keyboards

## リリース履歴
| No. | 日付           | 国名 | レーベル                         | 規格                        | 規格品番  | 備考                                                                                             |
| --- | -------------- | ---- | -------------------------------- | --------------------------- | --------- | ------------------------------------------------------------------------------------------------ |
| 1   | 1984年10月24日 | 日本 | MIDI / SCHOOL                    | LPレコード+7インチレコード  | MIL-1001  | 「REPLICA」と「マ・メール・ロワ」が収録された7インチレコードが同梱                               |
| 1   | 1984年10月24日 | 日本 | MIDI / SCHOOL                    | LPレコード+12インチシングル | MIL-1001  | 「REPLICA」と「マ・メール・ロワ」、「TIBETAN DANCE (VERSION)」が収録された12インチシングルが同梱 |
| 1   | 1984年10月24日 | 日本 | MIDI / SCHOOL                    | CT                          | MIT-1015  | 「きみについて」が収録されている                                                                 |
| 2   | 1984年11月24日 | 日本 | MIDI / SCHOOL                    | CD                          | MID-1001  | 「REPLICA」と「マ・メール・ロワ」が収録されている                                                |
| 3   | 1984年11月24日 | 日本 | MIDI / SCHOOL                    | LPレコード+7インチレコード  | MIH-1001  | - 高音質盤LPレコード - 「REPLICA」と「マ・メール・ロワ」が収録された7インチレコードが同梱        |
| 4   | 1989年11月21日 | 日本 | MIDI / SCHOOL                    | CD                          | 32MD-1001 | 「REPLICA」と「マ・メール・ロワ」が収録されている                                                |
| 5   | 2020年3月25日  | 日本 | Sony Music Direct / GREAT TRACKS | LPレコード                  | MHJL-137  | 完全生産限定盤                                                                                   |
| 6   | 2023年9月29日  | 世界 | Wewantsounds                     | LPレコード+7インチレコード  | WWSLP71   | 「REPLICA」と「マ・メール・ロワ」が収録された7インチレコードが同梱                               |
| 6   | 2023年9月29日  | 世界 | Wewantsounds                     | LPレコード+12インチシングル | WWSLP72   | 「REPLICA」と「マ・メール・ロワ」、「TIBETAN DANCE (VERSION)」が収録された12インチシングルが同梱 |

## 音楽図鑑完璧盤
『音楽図鑑完璧盤』（おんがくずかん かんぺきばん）は、日本の作曲家である坂本龍一のコンピレーション・アルバム。
1992年7月1日にMIDIのSCHOOLレーベルからリリースされた。
12インチシングルのみ収録された「TIBETAN DANCE (VERSION)」とCTのみに収録された「きみについて」を追加している。

### リリース
1992年7月1日にMIDIのSCHOOLレーベルからGOLD CDのみでリリースされた。
1992年11月21日と1993年9月21日にCDのみでそれぞれ再リリースされた。

### 収録曲
| 全作曲: 坂本龍一。 |                             |                                       |            |      |
| #                  | タイトル                    | 作詞                                  | 作曲・編曲 | 時間 |
| 1.                 | 「TIBETAN DANCE」           |                                       | 坂本龍一   | 5:01 |
| 2.                 | 「ETUDE」                   |                                       | 坂本龍一   | 5:16 |
| 3.                 | 「PARADISE LOST」           | 坂本龍一 ピーター・バラカン           | 坂本龍一   | 5:24 |
| 4.                 | 「SELF PORTRAIT」           |                                       | 坂本龍一   | 4:43 |
| 5.                 | 「旅の極北」                |                                       | 坂本龍一   | 5:12 |
| 6.                 | 「M.A.Y. IN THE BACKYARD」  |                                       | 坂本龍一   | 5:36 |
| 7.                 | 「羽の林で」                | - 坂本龍一 - 翻訳: ピーター・バラカン | 坂本龍一   | 5:39 |
| 8.                 | 「森の人」                  | 矢野顕子                              | 坂本龍一   | 4:59 |
| 9.                 | 「A TRIBUTE TO N.J.P.」     |                                       | 坂本龍一   | 2:47 |
| 10.                | 「REPLICA」                 |                                       | 坂本龍一   | 5:27 |
| 11.                | 「マ・メール・ロワ」        |                                       | 坂本龍一   | 4:28 |
| 12.                | 「きみについて」            | 糸井重里                              | 坂本龍一   | 4:52 |
| 13.                | 「TIBETAN DANCE (VERSION)」 |                                       | 坂本龍一   | 5:22 |
| 合計時間:          | 合計時間:                   | 合計時間:                             | 64:46      |      |

### リリース履歴
| No. | 日付           | 国名 | レーベル      | 規格    | 規格品番  | 備考   |
| --- | -------------- | ---- | ------------- | ------- | --------- | ------ |
| 1   | 1992年7月1日   | 日本 | MIDI / SCHOOL | GOLD CD | MDCZ-1091 |        |
| 2   | 1992年11月21日 | 日本 | MIDI / SCHOOL | CD      | MDCL-1001 | 再発盤 |
| 3   | 1993年9月21日  | 日本 | MIDI / SCHOOL | CD      | MDCL-1243 | 再発盤 |

## 音楽図鑑 -2015 Edition-
『音楽図鑑 -2015 Edition-』（おんがくずかん 2015エディション）は、日本の作曲家である坂本龍一のコンピレーション・アルバム。
2015年3月25日にMIDIからリリースされた。「夜のガスパール」や「青ペンキの中の僕の涙」を含めた初収録楽曲や、未発表バージョンが収録されている。
制作当時、毎日の成果をオープンリールテープやカセットテープにラフミックスとして几帳面に残しており、その膨大なアウトテイクから今回、坂本がすべて耳を通して選んだ。曲順も坂本が決め、骨組みだけの状態から楽器が徐々に積み上げられて肉がついていく状態となるように意図を持って曲を並べている。

### リリース
2015年3月25日にMIDIからSHM-CDで初回完全限定生産盤としてリリースされた。

### 収録曲
| 全作曲: 坂本龍一。 |                             |                                       |            |      |
| #                  | タイトル                    | 作詞                                  | 作曲・編曲 | 時間 |
| 1.                 | 「TIBETAN DANCE」           |                                       | 坂本龍一   | 5:03 |
| 2.                 | 「ETUDE」                   |                                       | 坂本龍一   | 5:15 |
| 3.                 | 「PARADISE LOST」           | 坂本龍一 ピーター・バラカン           | 坂本龍一   | 5:25 |
| 4.                 | 「SELF PORTRAIT」           |                                       | 坂本龍一   | 4:43 |
| 5.                 | 「旅の極北」                |                                       | 坂本龍一   | 5:11 |
| 6.                 | 「M.A.Y. IN THE BACKYARD」  |                                       | 坂本龍一   | 5:35 |
| 7.                 | 「羽の林で」                | - 坂本龍一 - 翻訳: ピーター・バラカン | 坂本龍一   | 5:39 |
| 8.                 | 「森の人」                  | 矢野顕子                              | 坂本龍一   | 5:02 |
| 9.                 | 「A TRIBUTE TO N.J.P.」     |                                       | 坂本龍一   | 2:55 |
| 10.                | 「REPLICA」                 |                                       | 坂本龍一   | 5:26 |
| 11.                | 「マ・メール・ロワ」        |                                       | 坂本龍一   | 4:32 |
| 12.                | 「きみについて……。」        | 糸井重里                              | 坂本龍一   | 4:58 |
| 13.                | 「夜のガスパール」          |                                       | 坂本龍一   | 3:44 |
| 14.                | 「青ペンキの中の僕の涙」    |                                       | 坂本龍一   | 4:23 |
| 15.                | 「TIBETAN DANCE (VERSION)」 |                                       | 坂本龍一   | 5:32 |
| 合計時間:          | 合計時間:                   | 合計時間:                             | 73:23      |      |

| 全作曲: 坂本龍一。 |                                                  |       |            |      |
| #                  | タイトル                                         | 作詞  | 作曲・編曲 | 時間 |
| 1.                 | 「M2 BILL」                                      |       | 坂本龍一   | 5:51 |
| 2.                 | 「M4 TOD」                                       |       | 坂本龍一   | 5:05 |
| 3.                 | 「SELF PORTRAIT - 04A FEATURING MINAKO YOSHIDA」 |       | 坂本龍一   | 4:39 |
| 4.                 | 「両眼微笑 - 0011-02」                           |       | 坂本龍一   | 4:55 |
| 5.                 | 「M11 BRUC」                                     |       | 坂本龍一   | 5:10 |
| 6.                 | 「M16 UNTITLED」                                 |       | 坂本龍一   | 4:29 |
| 7.                 | 「旅の極北 - 0016-03」                           |       | 坂本龍一   | 6:01 |
| 8.                 | 「M23 BALLAD」                                   |       | 坂本龍一   | 5:19 |
| 9.                 | 「羽の林で - 0013-04A」                          |       | 坂本龍一   | 5:27 |
| 10.                | 「マ・メール・ロワ - 0014-02-MAY16」             |       | 坂本龍一   | 4:42 |
| 11.                | 「M31 TOKYO MELODY」                             |       | 坂本龍一   | 4:44 |
| 12.                | 「M33 UNTITLED」                                 |       | 坂本龍一   | 4:33 |
| 合計時間:          | 合計時間:                                        | 60:55 |            |      |

### 楽曲解説

#### Disc-1
1. TIBETAN DANCE
2. ETUDE
3. PARADISE LOST
4. SELF PORTRAIT
5. 旅の極北
6. M.A.Y. IN THE BACKYARD
7. 羽の林で
8. 森の人
9. A TRIBUTE TO N.J.P.
10. REPLICA
11. マ・メール・ロワ
12. きみについて……。
  - 曲名の末尾に「……。」が追加された。
13. 夜のガスパール
  - プロモーション用シングル「LIFE IN JAPAN」（1983年）に収録された楽曲。
14. 青ペンキの中の僕の涙
  - プロモーション用シングル「LIFE IN JAPAN」（1983年）に収録された楽曲。
15. TIBETAN DANCE (VERSION)

#### Disc-2
1. M2 BILL
  - 未発表曲。タイトルの「BILL」はビル・エヴァンスから取られている。
  - シャッフル系のビートにウッド・ベースとピアノがからむジャズ風の曲。坂本は保守的なジャズは嫌いであったが、クラシックの曲を即興、それも物凄く良いグルーヴで演奏するビルだけは聞いていた。山下達郎の生コーラスが出てくるが、フェアライトCMI導入前に録音されたものであるため。坂本は山下のボーカルを「分厚くていい」と評している[3]。
2. M4 TOD
  - 未発表曲。タイトルの「TOD」はトッド・ラングレンから付けられている。
  - ウーリッツァー・エレクトロニック・ピアノ（英語版）のバッキングが特徴的なポップス。レコーディング当時、ポップスとしての枠組みを作ろうとしていたことが影響している[3]。
3. SELF PORTRAIT - 04A FEATURING MINAKO YOSHIDA
  - 未発表バージョン。
  - 吉田美奈子の声がフィーチャーされている[3]。
4. 両眼微笑 - 0011-02
  - 未発表バージョン。
  - レコーディング当時、坂本がラジオパーソナリティを担当していた『サウンドストリート』のテーマ曲として使われた「両眼微笑」の別バージョン。吉川忠英がアコースティック・ギターとしてフィーチャーされている。ディストーションが施されたギターはE BOWである。演奏は大村憲司か、坂本か、坂本の記憶が曖昧になっている[3]。
5. M11 BRUC
  - 未発表曲。曲名はブルックナーから取られている。
  - ロマン派っぽい、かわいらしい曲。坂本は長い期間、ロマン派が嫌いだったが、YMO時代に音楽へ毒を盛り込みたくてワーグナーを聞いたりしていた。どこかで耳にしたブルックナーのシンフォニーで循環コードをずっとつかっているものがあり、ポップスとしてもいけると悪口を言うような気持ちで真似したとのこと。木管はすべて清水靖晃によるものだが、清水は本楽曲を全く覚えていないという[3]。
6. M16 UNTITLED
  - 未発表曲。
  - 不穏なシンセ・ベースとキックが続き、何も始まらず終わる曲。坂本は「本当に骨のような曲」「一部のマニアックな人は面白がってくれるかもしれないと思って入れた」「曲というのはここから組み立てていくんだというのを想像してもらえたら面白い」とコメントしている[3]。
7. 旅の極北 - 0016-03
  - 未発表バージョン。
8. M23 BALLAD
  - 未発表曲。
9. 羽の林で - 0013-04A
  - 未発表バージョン。
10. マ・メール・ロワ - 0014-02-MAY16
  - 未発表バージョン。
11. M31 TOKYO MELODY
  - 未発表曲。
12. M33 UNTITLED
  - 未発表曲。

### 参加ミュージシャン
- 既発曲は割愛。

#### Disc-1
| 夜のガスパール - Yukihiro Takahashi : drums - Ryuichi Sakamoto : keyboards | 青ペンキの中の僕の涙 - Yasuhiro Yaguchi : soprano sax - Ryuichi Sakamoto : keyboards |

#### Disc-2
| M2 BILL - Tatsuro Yamashita : chorus - Kenji Takamizu : bass - Motoya Hamaguchi : percussion - Ryuichi Sakamoto : keyboards M4 TOD - E-Bow : electric guitar - Ryuichi Sakamoto : keyboards SELF PORTRAIT - 04A FEATURING MINAKO YOSHIDA - Minako Yoshida : chorus - Kunimitsu Inada : double bass - Ryuichi Sakamoto : keyboards 両眼微笑 - 0011-02 - Motoya Hamaguchi : percussion - Chuei Yoshikawa : acoustic guitar - E-Bow : electric guitar - Ryuichi Sakamoto : keyboards M11 BRUC - Yasuaki Shimizu : soprano sax, tenor sax, baritone sax, bass clarinet - Ryuichi Sakamoto : keyboards M16 UNTITLED - Ryuichi Sakamoto : keyboards | 旅の極北 - 0016-03 - Ryuichi Sakamoto : keyboards M23 BALLAD - Ryuichi Sakamoto : keyboards 羽の林で - 0013-04A - David Van Tieghem : percussion - Ryuichi Sakamoto : keyboards マ・メール・ロワ - 0014-02-MAY16 - Ryuichi Sakamoto : keyboards M31 TOKYO MELODY - Robin Thompson : Bass Clarinet - Ryuichi Sakamoto : keyboards M33 UNTITLED - Ryuichi Sakamoto : keyboards |

### リリース履歴
| No. | 日付          | 国名 | レーベル | 規格   | 規格品番  | 備考 |
| --- | ------------- | ---- | -------- | ------ | --------- | ---- |
| 1   | 2015年3月25日 | 日本 | MIDI     | SHM-CD | MDCL-5034 |      |